# Uns're Fahne flattert uns voran
«Uns're Fahne flattert uns voran» o «Vorwärts! Vorwärts!» fue una canción de propaganda de las Juventudes Hitlerianas, también conocida como canción de bandera de las Juventudes Hitlerianas.
El texto de la canción, publicado en 1933, fue escrito por Baldur von Schirach, y la melodía fue compuesta por Hans Otto Borgmann. La canción de la marcha se publicó por primera vez en la película de propaganda Hitlerjunge Quex, que se estrenó en 1933. Los motivos de la canción se utilizan a lo largo de la película, subrayan las representaciones de las Juventudes Hitlerianas en contraste con las escenas de la comuna socialista apuntaladas con los motivos de la Internacional y el jazz. Los dos versos y el estribillo señalan la agresiva disposición a la lucha, la devoción a la bandera, la lealtad al Führer y el desprecio a la muerte.
Durante la Segunda Guerra Mundial, el coro de la canción se integró en la marcha de la 12.ª SS División Panzer Hitlerjugend.
Se convirtió más tarde en la canción oficial de las Juventudes Hitlerianas. Con la ordenanza del Liderazgo Juvenil del Reich del 3 de noviembre de 1934, se estipuló que el coro debía cantarse con el saludo nazi del brazo levantado. Aprender la canción era un programa obligatorio para todos los miembros de las Juventudes Hitlerianas y formaba, entre otras cosas, parte del llamado Pimpfenprobe, que había que tomar seis meses después de unirse a los jóvenes.
Está canción en Alemania actualmente está prohibida según el código penal (sección 86 del Strafgesetzbuch), así como en Austria según el Verbotsgesetz.